# Palaumysis philippinensis
Palaumysis philippinensis är en kräftdjursart som beskrevs av Hanamura och Kase 2002. Palaumysis philippinensis ingår i släktet Palaumysis och familjen Mysidae. Inga underarter finns listade i Catalogue of Life.